# (15094) Polymèle
Pour les articles homonymes, voir Polymèle.
(15094) Polymèle, désignation internationale (15094) Polymele, est un astéroïde troyen jovien.

## Description
(15094) Polymèle est un astéroïde troyen jovien, camp grec, c'est-à-dire situé au point de Lagrange L4 du système Soleil-Jupiter. Il présente une orbite caractérisée par un demi-grand axe de 5.162 UA, une excentricité de 0.095 et une inclinaison de 13.0° par rapport à l'écliptique.
Il est nommé en référence au personnage de la mythologie grecque Polymèle, fille de Pélée, mère de Patrocle et épouse de Ménœtios, acteurs du conflit légendaire de la guerre de Troie.

## Satellite
Un satellite lui est découvert le 27 mars 2022.

## Exploration
Il devrait être exploré par la sonde Lucy en septembre 2027. Les occultations d'une étoile par Polymèle les 24 septembre 2020, 1er octobre 2021 et 23 octobre 2021 vont déterminer la taille et la forme de ce corps.

## Compléments